# LA-MSS
LA - MSS is een voormalig Portugese wielerploeg. De ploeg stond in 2008 onder de naam LA Aluminos-MSS bekend, maar bestond al langer. Voorheen heette de ploeg echter Maia Milaneza. LA - MSS kwam uit in de continentale circuits van de UCI.
In 1994 en 1995 was Maia de sponsor van de ploeg Hipermercados Jumbo. Een jaar later werd Maia hoofdsponsor en de ploeg bleef tot 2000 als hoofdsponsor in het peloton. Daarna heette de ploeg 3 seizoenen lang Milaneza - MSS, maar tussen 2004 en 2006 heette de ploeg weer Milaneza Maia, of Maia Milaneza.

## Doping
In mei 2008, na overwinningen in de Subida al Naranco, de Ronde van Asturië en de GP Rota dos Móveis maar ook na de dood van Bruno Neves, werd het hoofdkwartier van het team doorzocht door de politie. Hierbij werden dopingprodukten, medicamenten, bloedtransfusie apparatuur en andere medische instrumenten gevonden. In Juni 2008 werden negen leden van het team tijdelijk geschorst door de Portuguese Wielerbond (UVP/FCP) in afwachting van nader onderzoek.
Ruim een jaar later werd de ploegarts voor tien jaar geschorst, een aantal renners werden voor 14 maanden of twee jaar geschorst.

## Ploegen per jaar
- Ploeg 2006
- Ploeg 2007
- Ploeg 2008

## Grote rondes
| Jaar | Ronde van Italië   | Ronde van Italië | Ronde van Frankrijk | Ronde van Frankrijk | Ronde van Spanje         | Ronde van Spanje         |
| Jaar | hoogste klassering | etappewinst      | hoogste klassering  | etappewinst         | hoogste klassering       | etappewinst              |
| ---- | ------------------ | ---------------- | ------------------- | ------------------- | ------------------------ | ------------------------ |
| 1996 | geen deelname      | geen deelname    | geen deelname       | geen deelname       | 42e Manuel Abreu Campos  |                          |
| 1997 | geen deelname      | geen deelname    | geen deelname       | geen deelname       | geen renner uitgereden   |                          |
| 1998 | geen deelname      | geen deelname    | geen deelname       | geen deelname       | geen deelname            | geen deelname            |
| 1999 | geen deelname      | geen deelname    | geen deelname       | geen deelname       | geen deelname            | geen deelname            |
| 2000 | geen deelname      | geen deelname    | geen deelname       | geen deelname       | geen deelname            | geen deelname            |
| 2001 | geen deelname      | geen deelname    | geen deelname       | geen deelname       | 8e Claus Michael Moller  | 15e Claus Michael Moller |
| 2002 | geen deelname      | geen deelname    | geen deelname       | geen deelname       | 12e Claus Michael Moller |                          |
| 2003 | geen deelname      | geen deelname    | geen deelname       | geen deelname       | 16e Txema del Olmo       |                          |